# 保昌正夫
保昌 正夫（ほしょう まさお、1925年3月26日 - 2002年11月20日）は、日本の国文学者・文芸評論家。専門は近代文学。武蔵野美術大学教授・相模女子大学教授・立正大学文学部教授を歴任。

## 生涯
東京出身。早稲田大学高等師範部卒。早稲田高等学院教諭、早稲田大学講師をしながら同人誌『銅鑼』などに評論を発表。横光利一を中心に、牧野信一や結城信一など昭和文学を研究し、『定本横光利一全集』の編集校訂にあたる。日本近代文学館の設立にも関与。1968年武蔵野美術大学助教授、教授、1979年相模女子大学教授、1989年立正大学文学部教授、1995年退職。

## 著書
- 『横光利一』明治書院 近代作家叢書 1966
- 『横光利一抄』笠間選書 1980
- 『近代日本文学随処随考』双文社出版 1982
- 『牧野信一と結城信一』宮本企画 かたりべ叢書 1987
- 『横光利一全集随伴記』武蔵野書房 1987
- 『13人の作家』帖面舎 1990
- 『昭和文学点描』勉誠社 1993
- 『横光利一見聞録』勉誠社 1994
- 『川端と横光』日本古書通信社 こつう豆本 1995
- 『七十まで ときどきの勉強ほか』朝日書林 1995
- 『川崎長太郎抄』港の人 1997
- 『和田芳恵抄』港の人 1998
- 『横光利一 菊池寛・川端康成の周辺』笠間書院 1999
- 『昭和文学歳時私記』日本古書通信社 こつう豆本 2000
- 『同人誌雑評と『銅鑼』些文』港の人 2001
- 『保昌正夫一巻本選集』河出書房新社 2004

### 共著編
- 『早稲田文学人物誌』栗坪良樹共編 青英舎 1981
- 『八木義徳』武田隆子、天路悠一郎ほか共著 宮本企画 かたりべ叢書 1985
- 『横光利一全集月報集成』編 河出書房新社 1988
- 『文章倶楽部総目次・執筆者索引 大正5年5月(創刊号)～昭和4年4月(終刊号)』編 日本近代文学館 1995 マイクロ版近代文学館 「文章倶楽部」別冊
- 『作家の自伝 88 瀧井孝作』編　日本図書センター シリーズ・人間図書館 1999
- 『昭和文学の風景』大谷晃一、槌田満文、鈴木貞美、清原康正共著 小学館ライブラリー 1999
- 『十一谷義三郎五篇』編 エディトリアルデザイン研究所 EDI叢書 2000
- 『牧野信一全集』全6巻 関井光男共編 筑摩書房 2002